# Новофедорівська селищна рада
Новофе́дорівська се́лищна ра́да — адміністративно-територіальна одиниця та орган місцевого самоврядування в Сакському районі Автономної Республіки Крим. Адміністративний центр — селище міського типу Новофедорівка.

## Загальні відомості
- Населення ради: 6 493 особи (станом на 1 січня 2011 року)

## Населені пункти
Селищній раді підпорядковані населені пункти:
- смт Новофедорівка

## Склад ради
Рада складається з 30 депутатів та голови.
- Голова ради: Фєдоров Віктор Іванович

### Керівний склад попередніх скликань
| Прізвище, ім'я, по батькові  | Основні відомості                                                        | Дата обрання | Дата звільнення |
| ---------------------------- | ------------------------------------------------------------------------ | ------------ | --------------- |
| Чабанова Ганна Костянтинівна | Селищний голова, 1977 року народження, позапартійна                      | 26.03.2006   | 01.02.2008      |
| Колодяжний Олег Миколайович  | Селищний голова, 1975 року народження, безпартійний                      | 01.06.2008   | 31.10.2010      |
| Фабішевський Іван Генрикович | Селищний голова, 1967 року народження, освіта вища, член Партії регіонів | 31.10.2010   | 05.04.2013      |
| Фєдоров Віктор Іванович      | Селищний голова, 1963 року народження, освіта вища, член Партії регіонів | 15.12.2013   |                 |

Примітка: таблиця складена за даними сайту Верховної Ради України

### Депутати
За результатами місцевих виборів 2010 року депутатами ради стали:

#### За суб'єктами висування
| Суб'єкт висування           | Кількість обраних депутатів | %    |
| --------------------------- | --------------------------- | ---- |
| Самовисування               | 16                          | 53,3 |
| Партія регіонів             | 13                          | 43,3 |
| Комуністична партія України | 1                           | 3,3  |

#### За округами
| № округу                    | Прізвище, ім'я, по батькові      | Дата визнання обраним | Освіта | Партійна приналежність                  | Відомості про обраного депутата                                |
| --------------------------- | -------------------------------- | --------------------- | ------ | --------------------------------------- | -------------------------------------------------------------- |
| Комуністична партія України |                                  |                       |        |                                         |                                                                |
| 25                          | Тахновський Микола Борисович     | 31.10.2010            | вища   | член Комуністичної партії України       | тимчасово не працює                                            |
| Партія регіонів             |                                  |                       |        |                                         |                                                                |
| 2                           | Дунаєва Ірина Леонідівна         | 31.10.2010            | вища   | член Партії регіонів                    | Новофедорівська школа-ліцей, завуч                             |
| 4                           | Григоренко Станіслав Миколайович | 31.10.2010            | вища   | член Партії регіонів                    | Сакська ОДПІ, інспектор                                        |
| 6                           | Дегтярьов Павло Олексійович      | 31.10.2010            | вища   | член Партії регіонів                    | ПП"Дефіс", директор                                            |
| 8                           | Литвиненко Микола Федорович      | 31.10.2010            | вища   | позапартійний                           | військова частина, військовослужбовець                         |
| 9                           | Артеменко Галина Миколаївна      | 31.10.2010            | вища   | член Партії регіонів                    | тимчасово не працює                                            |
| 10                          | Яринкіна Ілона В'ячеславівна     | 31.10.2010            | вища   | член Партії регіонів                    | КП «Новофедорівка», юрист                                      |
| 11                          | Данець Віктор Іванович           | 31.10.2010            | вища   | член Партії регіонів                    | пенсіонер                                                      |
| 15                          | Загурський Олег Володимирович    | 31.10.2010            | вища   | член Партії регіонів                    | збройні Сили України, військовослужбовець                      |
| 16                          | Хлебников Володимир Вікторович   | 31.10.2010            | вища   | член Партії регіонів                    | приватний підприємець                                          |
| 17                          | Задворная Тетяна Василівна       | 31.10.2010            | вища   | член Партії регіонів                    | пенсіонер                                                      |
| 23                          | Крутофал Ігор Миколайович        | 31.10.2010            | вища   | член Партії регіонів                    | КП редакції газети «Новофедорівка сьогодні», головний редактор |
| 26                          | Коркина Ольга Олександрівна      | 31.10.2010            | вища   | член Партії регіонів                    | дитячий садок «Сокол», завідувачка                             |
| 27                          | Мельник Олександр Іванович       | 31.10.2010            | вища   | член Партії регіонів                    | пенсіонер                                                      |
| Самовисування               |                                  |                       |        |                                         |                                                                |
| 1                           | Рубльов Микола Іванович          | 31.10.2010            | вища   | член Політичної партії «Сильна Україна» | приватний підприємець                                          |
| 3                           | Ребров Михайло Васильович        | 07.10.2013            | вища   | позапартійний                           | ЖЕК «Новофедорівка», директор                                  |
| 5                           | Кондратюк Дмитро Анатолійович    | 31.10.2010            | вища   | позапартійний                           | приватний підприємець                                          |
| 7                           | Сімонов Роман Сергійович         | 31.10.2010            | вища   | позапартійний                           | Сакський СТК ОСОЦ, директор                                    |
| 12                          | Довгалюк Сергій Вікторович       | 31.10.2010            | вища   | позапартійний                           | приватний підприємець                                          |
| 13                          | Буракова Любов Петрівна          | 31.10.2010            | вища   | позапартійна                            | приватний підприємець                                          |
| 14                          | Ряба Микола Васильович           | 31.10.2010            | вища   | член Партії регіонів                    | пенсіонер                                                      |
| 18                          | Панасенко Іван Валерійович       | 07.03.2014            | вища   | член Партії регіонів                    | ПП «Пріоритет», директор                                       |
| 19                          | Прилепа Микола Іванович          | 31.10.2010            | вища   | позапартійний                           | Євпаторійський авіаремонтний завод, майстер ділянки            |
| 20                          | Пустов Олександр Володимирович   | 31.10.2010            | вища   | позапартійний                           | КП «Новофедорівка», директор                                   |
| 21                          | Дегтярева Тетяна Віталіївна      | 31.10.2010            | вища   | позапартійна                            | Новофедорівська селищна рада, секретар                         |
| 22                          | Карелін Володимир Іванович       | 31.10.2010            | вища   | член Партії регіонів                    | ТОВ «Укрзернопром Уютне», начальник служби безпеки             |
| 24                          | Погосян Валерик Мушегович        | 31.10.2010            | вища   | позапартійний                           | пенсіонер                                                      |
| 28                          | Шестак Михайло Олександрович     | 31.10.2010            | вища   | позапартійний                           | пенсіонер                                                      |
| 29                          | Малащинська Наталя Валеріївна    | 31.10.2010            | вища   | позапартійна                            | Новофедорівська школа-ліцей, вчитель                           |
| 30                          | Стрепетов Андрій Вікторович      | 31.10.2010            | вища   | позапартійний                           | військова частина, військовослужбовець                         |